# Kościół św. Walentego w Walcach
Kościół Świętego Walentego – rzymskokatolicki kościół parafialny należący do parafii pod tym samym wezwaniem (dekanat Gościęcin diecezji opolskiej).

## Historia
Obecna murowana świątynia zbudowana została wzniesiona z czerwonej cegły w latach 1892–1894 w stylu neogotyckim. W 1897 roku na wieży świątyni zostały zamontowane trzy dzwony o imionach: Leo, Georg i Rudolf. Niestety, w czasie II wojny światowej w 1942 roku dzwony te zostały zdemontowane i przetopione na cele wojenne. Nowe dzwony o imionach Walenty, Maria i Paweł zostały ufundowane przez parafian ze wsi Walce, Grocholub i Zabierzów. Zostały poświęcone i zamontowane w październiku 1966 roku.

## Architektu

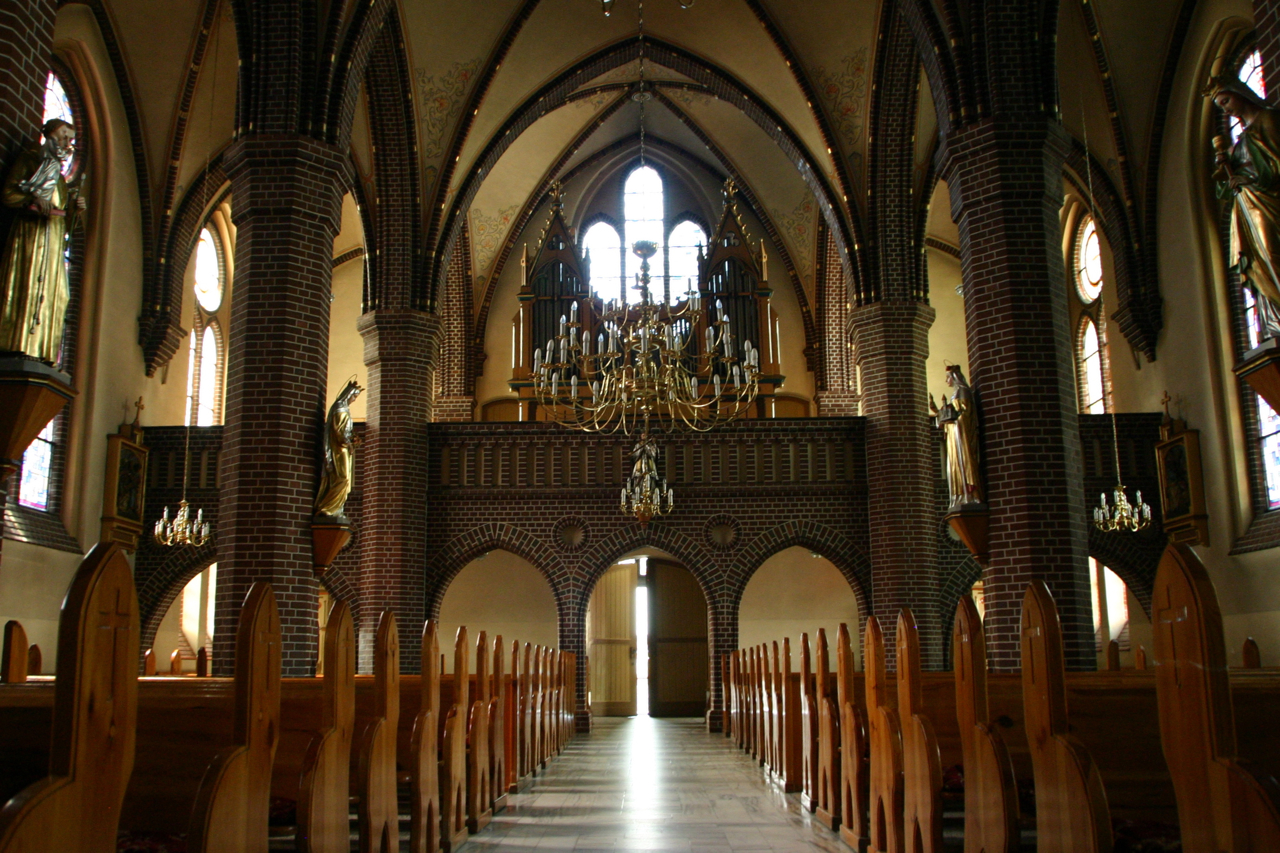
Wnętrze świątyni

Kościół został wzniesiony na planie prostokąta i składa się z krótkiego prezbiterium zamkniętego trójbocznie, przy którym od strony północnej jest umieszczona wzniesiona na planie kwadratu wieża, natomiast od strony południowej znajduje się prostokątna zakrystia z przedsionkiem od strony wschodniej. Od strony wschodniej jest umieszczona kwadratowa kruchta przy wejściu głównym, ujęta z lewej i prawej strony zamkniętymi trójbocznie wieżyczkami schodowymi. Bryła świątyni jest rozczłonkowana i składa się ze zróżnicowanych wysokością i kształtem poszczególnych elementów świątyni. Nad całością dominuje wysoka wieża o pięciu kondygnacjach, nakryta ostrosłupowym dachem hełmowym, zwieńczonym kulą i krzyżem. Elewacje znajdują się na kamiennym cokole, są murowane i wykonane z czerwonej cegły ceramicznej w wątku kowadełkowym. Dekoracja architektoniczna powstała z cegieł i kształtek ceramicznych (np. gzymsy, fryzy).

## Najcenniejsze wyposażenie
Do zabytków świątyni należą: dzwon spiżowy odlany w 1586 roku oraz późnobarokowy lichtarz na świecę paschalną. Kościół posiada również kolorowe witraże z wizerunkami świętych: Teresy, Agnieszki, Małgorzaty i Doroty, ołtarz główny pod wezwaniem św. Walentego, ołtarz boczny pod wezwaniem Matki Boskiej Różańcowej, ołtarz boczny pod wezwaniem Najświętszego Serca Pana Jezusa, ołtarz boczny ozdobiony Grobem Chrystusa.